# إستوديو الممثلين
إستوديو الممثلين (بالإنجليزية: Actors Studio) هي منظمة عضوية للممثلين المحترفين ومديري المسرح والكتاب المسرحيين وتقع في غرب شارع 44 في مطبخ الجحيم، نيويورك.